# Lucia Rusca
Lucia Rusca (1460 – 27 agosto 1508) è stata una nobildonna italiana.

## Biografia
Sposò nel 1500 il conte Francesco Maria Rangoni, da quale ebbe due figlie:
- Lucrezia, sposò Uguccione Rangoni
- Emilia, sposò Paolo Antonio Scotti

Morì il 27 agosto 1508 e fu sepolta nel Duomo di Modena, dove il marito Francesco Maria Rangoni fece erigere il suo monumento funebre, opera di Antonio da Morbegno.